# 帷子辻

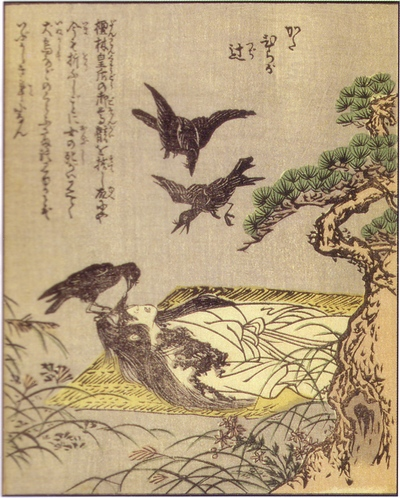
竹原春泉画『絵本百物語』より「帷子辻」

帷子辻（かたびらがつじ）は、京都市北西部にあったとされる場所。現在の「帷子ノ辻（かたびらのつじ）」付近と言われる。

## 由来
平安時代初期、嵯峨天皇の皇后であった橘嘉智子（たちばなの かちこ、786年 - 850年）は仏教の信仰が厚く、檀林寺を建立したことから「檀林皇后」と呼ばれた。また貴族の子弟教育のために学館院を設けるなど、多くの功績があった。
伝説によると、檀林皇后はすばらしい美貌の持ち主でもあり、恋慕する人々が後を絶たず、修行中の若い僧侶たちでさえ心を動かされるほどであった。こうした状況を長く憂いてきた皇后は、自らが深く帰依する仏教の教えに説かれる、この世は無常であり、すべてのものは移り変わって、永遠なるものは一つも無い、という「諸行無常」の真理を自らの身をもって示して人々の心に菩提心（覚りを求める心）を呼び起こそうと、死に臨んで、自分の亡骸は埋葬せず、どこかの辻に打ち棄てよと遺言した。
遺言は守られ、皇后の遺体は辻に遺棄されたが、日に日に腐り、犬やカラスの餌食となって醜く無残な姿で横たわり、白骨となって朽ち果てた。人々はその様子を見て世の無常を心に刻み、僧たちも妄念を捨てて修行に打ち込んだという。皇后の遺体が置かれた場所が、以後「帷子辻」と呼ばれた場所である。一説には皇后の経帷子（死装束）に因んだ名とされる。
「九相図」（九相詩絵巻）は檀林皇后（または小野小町等）の遺体が朽ち果てる様を九つの絵で描いたものとされる。
また詩書には「檀林皇后の御尊骸を捨てし故にや、今も折ふしごとに女の死がい見へて、犬鳥などのくらふさまの見ゆるとぞ、いぶかしき事になん」とある。この意味について「もともと帷子辻は、こうして自らをなげうって人々の魂を救済しようとした檀林皇后の遺志の源であったはずであるが、その後この辻を通りかかると、犬やカラスに食い荒らされる女の死体の幻影が見えると恐れられるようになった」との解釈もあるが、「後にも檀林皇后の例に倣い、女の死体が捨てられることがある」との意味に解釈すれば怪異でも何でもない、との指摘もある。
江戸時代の『都名所図会』によると、帷子ノ辻は「材木町の東にあり 上嵯峨下嵯峨太秦（うずまさ）常盤（ときわ）廣澤（ひろさわ）愛宕（あたご）等の別れ」とある。
現在の帷子ノ辻から西北西（嵯峨野の北西、奥嵯峨）に位置する化野（あだしの）は、鳥辺野（とりべの）、蓮台野（れんだいの）とともに古来の風葬の地、葬送の地として知られる。

## 異説
- 檀林皇后の送葬の時、棺を覆った帷子（絹または麻糸で織った布、着物）がこの辻のあたりで風によって飛ばされ舞い落ちたことが地名の由来とする説[13]。
- この土地は片方（この場合は北方）がヒラ（崖または斜面地を指す古語）であることから片ヒラと呼ばれ、後世に帷子の字を当てたとする説。

## 帷子辻にちなんだ作品
小説
- 京極夏彦『帷子辻』（巷説百物語に収録）